# Chikwawa
Chikwawa är en distriktshuvudort i Malawi. Den ligger i distriktet  Chikwawa  i regionen Southern Region, i den södra delen av landet. Chikwawa ligger 106 meter över havet och antalet invånare är 6 987.
Den högsta punkten i närheten är 594 meter över havet, 7,4 km öster om Chikwawa. Omgivningarna runt Chikwawa är huvudsakligen savann.